# Kōsei Ono
Pour les articles homonymes, voir Ono.
Pas d'image ? Cliquez ici

a Compétitions nationales et continentales officielles uniquement.

b Matchs officiels uniquement.
Dernière mise à jour le 21 décembre 2020.
Kōsei Ono (小野 晃征, Ono Kōsei) est un joueur international japonais de rugby à XV né le 17 avril 1987 à Nagoya (Japon) évoluant au poste de demi d'ouverture ou centre.

## Biographie
Il joue habituellement pour le club de Fukuoka. Il est sélectionné en équipe du Japon de rugby à XV pour la première fois le 22 avril. Il a disputé la Coupe du monde 2007 ainsi que la Coupe du monde 2015, lors de laquelle le Japon a réalisé l'exploit de battre l'Afrique du Sud en match de poule.

## Palmarès
- Sélectionné en équipe du Japon de rugby à XV à 34 reprises pour 38 points inscrits (cinq essais ; deux transformations ; deux pénalités et un drop)
- Sélections par année : 5 en 2007 ; 9 en 2012 ; 8 en 2013 ; 2 en 2014 ; 8 en 2015 et 2 en 2016.